# Siewriukajewo
Siewriukajewo (ros. Севрюкаево) – wieś (sieło) w Rosji, w obwodzie samarskim, w rejonie stawropolskim. W 2021 liczyła 505 mieszkańców.